# 弗朗西斯科·费尔南德斯·奥多涅斯
弗朗西斯科·费尔南德斯·奥多涅斯（西班牙語：Francisco Fernández Ordóñez，1930年6月22日—1992年8月7日）是西班牙政治家、外交家。1985年至1992年在冈萨雷斯领导的西班牙工人社会党内阁中出任外交大臣。

## 生平
1930年6月22日生于马德里。毕业于马德里大学法学专业，在哈佛大学法学院深造。毕业后在佛朗哥政府公务部门工作。
佛朗哥去世后，他在民主转型过渡时期的1977年到1980年先后在苏亚雷斯和卡爾沃-索特洛内阁中出任财政大臣和司法大臣。任期内，他促成了离婚合法化。
1981年8月31日，因为一起警察虐待事件，他自愿提出辞职，同时退出民主中间联盟，另行创建了民主行动党。不久后又加入了西班牙工人社会党。1982年在大选中当选为众议院议员。
外交大臣
在1985年7月5日的内阁改组中，他接替费尔南多·莫兰·洛佩斯出任外交大臣。
1985年9月随冈萨雷斯访问中国，与外交部长吴学谦举行会谈并达成合作协议，并在人民大会堂签署了两国外长会谈纪要。12月与英国外交大臣就直布罗陀问题进行了谈判。在结束后发表的联合公报中表明，双方一致同意继续商讨解决两国政府间的各种分歧，并在互利的基础上发展直布罗陀机场的民用工作。
1990年11月再次访华，与中国国家主席杨尚昆、外交部长钱其琛等会谈。签署了《中华人民共和国政府和西班牙政府关于对所得和财产避免双重征税和偷漏税的决定》。他的此次访问标志着欧共体开始改善与中国的政治经贸关系。
1992年6月上旬因个人健康问题提出辞职，8月7日上午因肝癌医治无效在马德里病逝。他于1988年被诊断为大腸癌，后来转移到肝部。